# Wioślarstwo na Letnich Igrzyskach Olimpijskich 2008
Wioślarstwo na XXIX Letnich Igrzyskach Olimpijskich w Pekinie rozgrywane było od 9 do 17 sierpnia. Zawody odbyły się w Parku Olimpijskim Shunyi.

## Konkurencje
Olimpijskie medale zostały przyznane w 14 konkurencjach:

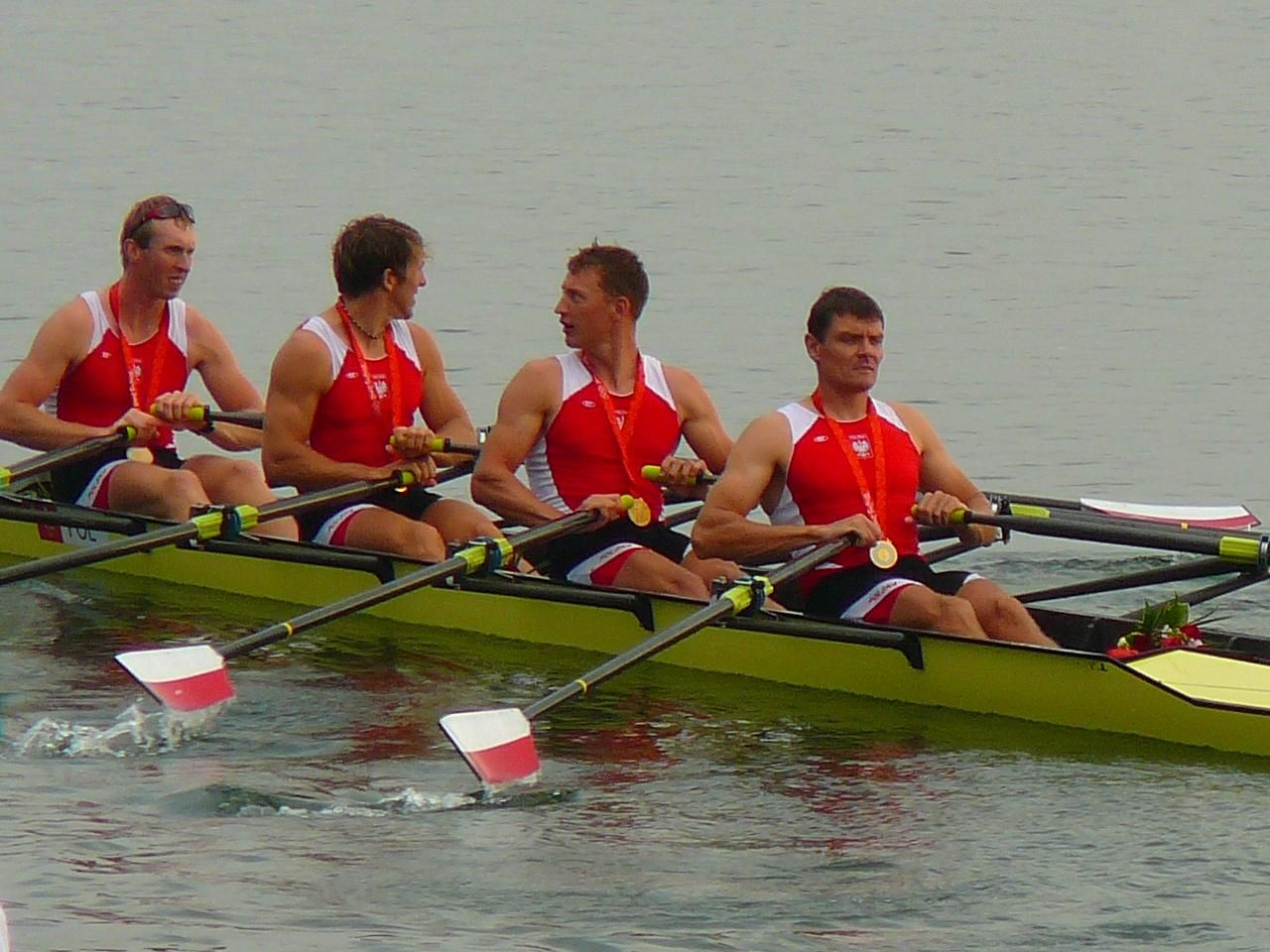
Czwórka podwójna mężczyzn: złoci medaliści

| Konkurencja                       | Kobiety | Mężczyźni |
| --------------------------------- | ------- | --------- |
| jedynka                           | W1x     | M1x       |
| dwójka podwójna                   | W2x     | M2x       |
| dwójka podwójna wagi lekkiej      | LW2x    | LM2x      |
| dwójka bez sternika               | W2-     | M2-       |
| czwórka podwójna                  | W4x     | M4x       |
| czwórka bez sternika wagi lekkiej |         | LM4-      |
| czwórka bez sternika              |         | M4-       |
| ósemka                            | W8+     | M8+       |

## Kwalifikacje
Krajowy Komitet Olimpijski mógł wprowadzić jedną łódź w każdej konkurencji wioślarskiej. Następujące załogi wioślarskie zostały uprawnione do udziału w igrzyskach:
| Konkurencja                              | MŚ 2007 | Azja                                                    | Afryka                               | Ameryka Łacińska                                           | Finał Kontynentalny                          | Dzika Karta       | Razem |
| ---------------------------------------- | --- | ------------------------------------------------------- | ------------------------------------ | ---------------------------------------------------------- | -------------------------------------------- | ----------------- | ----- |
| Mężczyźni                                | |                                                         |                                      |                                                            |                                              |                   |       |
| M1x (jedynka)                            | Nowa Zelandia · Czechy · Norwegia · Wielka Brytania · Niemcy · Szwecja · Belgia · Argentyna · Szwajcaria · Holandia · Australia              | Chiny · Indie · Hongkong · Uzbekistan · Chińskie Tajpej | Egipt · Algieria · Kamerun · Kenia   | Brazylia · Meksyk · Chile · Wenezuela · Urugwaj · Kolumbia | Stany Zjednoczone · Litwa · Estonia · Grecja | Honduras · Monako | 33    |
| M2x (dwójka podwójna)                    | Salwador · Francja · Estonia · Wielka Brytania · Białoruś · Nowa Zelandia · Chorwacja · Australia · Stany Zjednoczone · Niemcy · Belgia      | –                                                       | –                                    | –                                                          | Chiny · Rosja · Bułgaria                     | Irak              | 15    |
| LM2x (dwójka podwójna wagi lekkiej)      | Dania · Grecja · Wielka Brytania · Australia · Włochy · Japonia · Węgry · Niemcy · Chiny · Francja                                           | Hongkong · Indie · Korea Południowa                     | Algieria                             | Kuba · Brazylia · Urugwaj                                  | Nowa Zelandia · Portugalia · Kanada          | –                 | 20    |
| M2- (dwójka bez sternika)                | Australia · Nowa Zelandia · Wielka Brytania · Francja · Południowa Afryka · Serbia · Polska · Stany Zjednoczone · Niemcy · Chorwacja · Dania | –                                                       | –                                    | –                                                          | Kanada · Włochy · Czechy                     | –                 | 14    |
| M4x (czwórka podwójna)                   | Polska · Francja · Niemcy · Włochy · Czechy · Ukraina · Rosja · Estonia · Stany Zjednoczone · Australia · Kuba                               | –                                                       | –                                    | –                                                          | Białoruś · Słowenia                          | –                 | 13    |
| M4- (czwórka bez sternika)               | Nowa Zelandia · Włochy · Holandia · Wielka Brytania · Słowenia · Francja · Czechy · Stany Zjednoczone · Niemcy · Irlandia · Białoruś         | –                                                       | –                                    | –                                                          | Australia · Chiny                            | –                 | 13    |
| LM4- (czwórka bez sternika wagi lekkiej) | Wielka Brytania · Francja · Włochy · Kanada · Chiny · Dania · Australia · Polska · Egipt · Holandia · Stany Zjednoczone                      | –                                                       | –                                    | –                                                          | Niemcy · Irlandia                            | –                 | 13    |
| M8+ (ósemka)                             | Kanada · Niemcy · Wielka Brytania · Stany Zjednoczone · Polska · Chiny · Australia                                                           | –                                                       | –                                    | –                                                          | Holandia                                     | –                 | 8     |
| Kobiety                                  | |                                                         |                                      |                                                            |                                              |                   |       |
| W1x (jedynka)                            | Białoruś · Bułgaria · Stany Zjednoczone · Czechy · Chiny · Nowa Zelandia · Francja · Polska · Szwecja                                        | Korea Południowa · Kazachstan · Hongkong · Iran · Birma | Południowa Afryka · Egipt · Zimbabwe | Chile · Brazylia · Kuba · Argentyna · Salwador             | Australia · Włochy · Serbia · Hiszpania      | –                 | 26    |
| W2x (dwójka podwójna)                    | Chiny · Nowa Zelandia · Wielka Brytania · Rumunia · Czechy · Niemcy · Włochy · Stany Zjednoczone                                             | –                                                       | –                                    | –                                                          | Ukraina · Australia                          | –                 | 10    |
| LW2x (dwójka podwójna wagi lekkiej)      | Australia · Finlandia · Dania · Niemcy · Grecja · Chiny · Kanada · Wielka Brytania                                                           | Japonia · Kazachstan · Korea Południowa                 | Południowa Afryka                    | Kuba · Meksyk · Brazylia                                   | Holandia · Stany Zjednoczone                 | –                 | 17    |
| W2- (dwójka bez sternika)                | Białoruś · Niemcy · Rumunia · Australia · Nowa Zelandia · Chiny · Stany Zjednoczone · Kanada                                                 | –                                                       | –                                    | –                                                          | Francja · Wielka Brytania                    | –                 | 10    |
| W4x (czwórka podwójna)                   | Wielka Brytania · Niemcy · Chiny · Ukraina · Kanada · Stany Zjednoczone · Australia                                                          | –                                                       | –                                    | –                                                          | Rosja                                        | –                 | 8     |
| W8+ (ósemka)                             | Stany Zjednoczone · Rumunia · Wielka Brytania · Australia · Niemcy                                                                           | –                                                       | –                                    | –                                                          | Kanada · Holandia                            | –                 | 7     |
| Łodzi                                    | 129 | 17                                                      | 9                                    | 17                                                         | 32                                           | 3                 | 207   |
| Zawodników                               | 402 | 23                                                      | 11                                   | 23                                                         | 87                                           | 4                 | 550   |

Terminy kwalifikacji:
- Igrzyska afrykańskie – 19–21 lipca 2007 w Algierze, Algieria.
- Mistrzostwa Świata w Wioślarstwie – 26 sierpnia–2 września 2007 w Monachium, Niemcy.
- Olimpijskie Regaty Kwalifikacyjne Ameryki Łacińskiej[1] – 16–18 listopada 2007 w Rio de Janeiro, Brazylia.
- Olimpijskie Regaty Kwalifikacyjne Azji – 25–27 kwietnia 2008 w Szanghaju, Chińska Republika Ludowa.
- Finałowe Olimpijskie Regaty Kwalifikacyjne[2] – 15–18 czerwca 2008 w Poznaniu, Polska.

## Polacy
Wśród 550 wioślarzy znalazło się 19 reprezentantów Polski w pięciu konkurencjach.
| Konkurencja | jedynka         | dwójka podwójna            | czwórka podwójna                                              | czwórka bez sternika wagi lekkiej                                    | ósemka |
| ----------- | --------------- | -------------------------- | ------------------------------------------------------------- | -------------------------------------------------------------------- | --- |
| Kobiety     | Julia Michalska |                            |                                                               |                                                                      | |
| Mężczyźni   |                 | Jarosław Godek Piotr Hojka | Michał Jeliński Marek Kolbowicz Adam Korol Konrad Wasielewski | Miłosz Bernatajtys Bartłomiej Pawełczak Łukasz Pawłowski Paweł Rańda | Marcin Brzeziński Mikołaj Burda Wojciech Gutorski Rafał Hejmej Sebastian Kosiorek Sławomir Kruszkowski Maciej Matik Michał Stawowski Daniel Trojanowski |

## Harmonogram konkursu
Wszystkie godziny w standardowym czasie chińskim (UTC+8)

### Sobota, 9 sierpnia 2008
| Godzina     | Wydarzenie                          | Runda      |
| ----------- | ----------------------------------- | ---------- |
| 13:50-14:50 | W1x (jedynka kobiet)                | Eliminacje |
| 14:50-15:50 | M1x (jedynka mężczyzn)              | Eliminacje |
| 15:50-16:10 | W2- (dwójka bez sternika kobiet)    | Eliminacje |
| 16:10-16:40 | M2- (dwójka bez sternika mężczyzn)  | Eliminacje |
| 16:40-17:00 | W2x (dwójka podwójna kobiet)        | Eliminacje |
| 17:00-17:30 | M2x (dwójka podwójna mężczyzn)      | Eliminacje |
| 17:30-17:50 | M4- (czwórka bez sternika mężczyzn) | Eliminacje |

### Niedziela, 10 sierpnia 2008
| Godzina     | Wydarzenie                                        | Runda                                    |
| ----------- | ------------------------------------------------- | ---------------------------------------- |
| 14:50-15:20 | LW2x (dwójka podwójna wagi lekkiej kobiet)        | Eliminacje                               |
| 15:20-16:00 | LM2x (dwójka podwójna wagi lekkiej mężczyzn)      | Eliminacje                               |
| 16:00-16:30 | LM4- (czwórka bez sternika wagi lekkiej mężczyzn) | Eliminacje                               |
| 16:30-16:50 | W4x (czwórka podwójna kobiet)                     | Eliminacje                               |
| 16:50-17:20 | M4x (czwórka podwójna mężczyzn)                   | Eliminacje                               |
| 17:20-17:40 | W8+ (ósemka kobiet)                               | Eliminacje (przesunięte na poniedziałek) |
| 17:40-18:00 | M8+ (ósemka mężczyzn)                             | Eliminacje (przesunięte na poniedziałek) |

### Poniedziałek, 11 sierpnia 2008
| Godzina     | Wydarzenie                          | Runda                                |
| ----------- | ----------------------------------- | ------------------------------------ |
| 14:50-15:10 | W8+ (ósemka kobiet)                 | Eliminacje (przesunięte z niedzieli) |
| 15:10-15:30 | M8+ (ósemka mężczyzn)               | Eliminacje (przesunięte z niedzieli) |
| 15:30-16:10 | W1x (jedynka kobiet)                | Repasaże                             |
| 16:10-16:50 | M1x (jedynka mężczyzn)              | Repasaże                             |
| 16:50-17:10 | W2- (dwójka bez sternika kobiet)    | Repasaże (przesunięte na wtorek)     |
| 16:50-17:00 | M2- (dwójka bez sternika mężczyzn)  | Repasaże (poprawiona godzina)        |
| 17:00-17:20 | W2x (dwójka podwójna kobiet)        | Repasaże (poprawiona godzina)        |
| 17:20-17:30 | M2x (dwójka podwójna mężczyzn)      | Repasaże (poprawiona godzina)        |
| 17:30-17:40 | M4- (czwórka bez sternika mężczyzn) | Repasaże (poprawiona godzina)        |
| 17:40-18:00 | M1x (jedynka mężczyzn)              | Półfinały E/F (poprawiona godzina)   |

### Wtorek, 12 sierpnia 2008
| Godzina     | Wydarzenie                                        | Runda                                 |
| ----------- | ------------------------------------------------- | ------------------------------------- |
| 16:00-16:20 | LW2x (dwójka podwójna wagi lekkiej kobiet)        | Repasaże                              |
| 16:20-16:40 | LM2x (dwójka podwójna wagi lekkiej mężczyzn)      | Repasaże                              |
| 16:40-16:50 | LM4- (czwórka bez sternika wagi lekkiej mężczyzn) | Repasaże                              |
| 16:50-17:00 | W4x (czwórka podwójna kobiet)                     | Repasaże                              |
| 17:00-17:10 | M4x (czwórka podwójna mężczyzn)                   | Repasaże                              |
| 17:10-17:20 | W8+ (ósemka kobiet)                               | Repasaże (przesunięte na środę)       |
| 17:10-17:20 | M8+ (ósemka mężczyzn)                             | Repasaże (poprawiona godzina)         |
| 17:20-17:40 | W2- (dwójka bez sternika kobiet)                  | Repasaże (przesunięte z poniedziałku) |

### Środa, 13 sierpnia 2008
| Godzina     | Wydarzenie                          | Runda                           |
| ----------- | ----------------------------------- | ------------------------------- |
| 14:50-15:10 | W1x (jedynka kobiet)                | Półfinały C/D                   |
| 15:10-15:30 | M1x (jedynka mężczyzn)              | Półfinały C/D                   |
| 15:30-15:50 | W1x (jedynka kobiet)                | Półfinały A/B                   |
| 15:50-16:10 | M1x (jedynka mężczyzn)              | Półfinały A/B                   |
| 16:10-16:30 | M2- (dwójka bez sternika mężczyzn)  | Półfinały A/B                   |
| 16:30-16:50 | M1x (jedynka mężczyzn)              | Półfinały A/B                   |
| 16:50-17:10 | M4- (czwórka bez sternika mężczyzn) | Półfinały A/B                   |
| 17:10-17:20 | M1x (jedynka mężczyzn)              | Finały F                        |
| 17:20-17:30 | M2- (dwójka bez sternika mężczyzn)  | Finały C                        |
| 17:30-17:40 | M2x (dwójka podwójna mężczyzn)      | Finały C                        |
| 17:40-17:50 | W8+ (ósemka kobiet)                 | Repasaże (przesunięte z wtorku) |

### Czwartek, 14 sierpnia 2008
| Godzina     | Wydarzenie                                        | Runda         |
| ----------- | ------------------------------------------------- | ------------- |
| 14:10-14:20 | W1x (jedynka kobiet)                              | Finały E      |
| 14:20-14:30 | M1x (jedynka mężczyzn)                            | Finały E      |
| 14:30-14:40 | W1x (jedynka kobiet)                              | Finały D      |
| 14:40-14:50 | M1x (jedynka mężczyzn)                            | Finały D      |
| 14:50-15:00 | W1x (jedynka kobiet)                              | Finały C      |
| 15:00-15:10 | M1x (jedynka mężczyzn)                            | Finały C      |
| 15:10-15:30 | LM2x (dwójka podwójna wagi lekkiej mężczyzn)      | Półfinały C/D |
| 15:30-15:50 | LW2x (dwójka podwójna wagi lekkiej kobiet)        | Półfinały A/B |
| 15:50-16:10 | LM2x (dwójka podwójna wagi lekkiej mężczyzn)      | Półfinały A/B |
| 16:10-16:30 | LM4- (czwórka bez sternika wagi lekkiej mężczyzn) | Półfinały A/B |
| 16:30-16:50 | M4x (czwórka podwójna mężczyzn)                   | Półfinały A/B |
| 16:50-17:00 | W1x (jedynka kobiet)                              | Finały B      |
| 17:00-17:10 | M1x (jedynka mężczyzn)                            | Finały B      |
| 17:10-17:20 | W2- (dwójka bez sternika kobiet)                  | Finały B      |
| 17:20-17:30 | M2- (dwójka bez sternika mężczyzn)                | Finały B      |
| 17:30-17:40 | W2x (dwójka podwójna kobiet)                      | Finały B      |
| 17:40-17:50 | M2x (dwójka podwójna mężczyzn)                    | Finały B      |
| 17:50-18:00 | M4- (czwórka bez sternika mężczyzn)               | Finały B      |

### Sobota, 16 sierpnia 2008
| Godzina     | Wydarzenie                                        | Runda    |
| ----------- | ------------------------------------------------- | -------- |
| 14:00-14:10 | LM2x (dwójka podwójna wagi lekkiej mężczyzn)      | Finały D |
| 14:10-14:20 | LW2x (dwójka podwójna wagi lekkiej kobiet)        | Finały C |
| 14:20-14:30 | LM2x (dwójka podwójna wagi lekkiej mężczyzn)      | Finały C |
| 14:30-14:40 | LW2x (dwójka podwójna wagi lekkiej kobiet)        | Finały B |
| 14:40-14:50 | LM2x (dwójka podwójna wagi lekkiej mężczyzn)      | Finały B |
| 14:50-15:00 | LM4- (czwórka bez sternika wagi lekkiej mężczyzn) | Finały B |
| 15:00-15:10 | W4x (czwórka podwójna kobiet)                     | Finały B |
| 15:10-15:20 | M4x (czwórka podwójna mężczyzn)                   | Finały B |
| 15:20-15:30 | M8+ (ósemka mężczyzn)                             | Finały B |
| 15:30-15:40 | W1x (jedynka kobiet)                              | Finały A |
| 15:50-16:00 | M1x (jedynka mężczyzn)                            | Finały A |
| 16:10-16:20 | W2- (dwójka bez sternika kobiet)                  | Finały A |
| 16:30-16:40 | M2- (dwójka bez sternika mężczyzn)                | Finały A |
| 16:50-17:00 | W2x (dwójka podwójna kobiet)                      | Finały A |
| 17:10-17:20 | M2x (dwójka podwójna mężczyzn)                    | Finały A |
| 17:30-17:40 | M4- (czwórka bez sternika mężczyzn)               | Finały A |

### Niedziela, 17 sierpnia 2008
| Godzina     | Wydarzenie                                        | Runda    |
| ----------- | ------------------------------------------------- | -------- |
| 15:30-15:40 | LW2x (dwójka podwójna wagi lekkiej kobiet)        | Finały A |
| 15:50-16:00 | LM2x (dwójka podwójna wagi lekkiej mężczyzn)      | Finały A |
| 16:10-16:20 | LM4- (czwórka bez sternika wagi lekkiej mężczyzn) | Finały A |
| 16:30-16:40 | W4x (czwórka podwójna kobiet)                     | Finały A |
| 16:50-17:00 | M4x (czwórka podwójna mężczyzn)                   | Finały A |
| 17:10-17:20 | W8+ (ósemka kobiet)                               | Finały A |
| 17:30-17:40 | M8+ (ósemka mężczyzn)                             | Finały A |

## Medaliści

### Konkurencje mężczyzn
| Konkurencja                                        | Złoto | Srebro | Brąz |
| M1x (jedynka) szczegóły                            | Norwegia · Olaf Tufte | Czechy · Ondřej Synek | Nowa Zelandia · Mahe Drysdale |
| M2x (dwójka podwójna) szczegóły                    | Australia · David Crawshay · Scott Brennan | Estonia · Tõnu Endrekson · Jüri Jaanson | Wielka Brytania · Matthew Wells · Stephen Rowbotham |
| LM2x (dwójka podwójna wagi lekkiej) szczegóły      | Wielka Brytania · Zac Purchase · Mark Hunter | Grecja · Dimitris Mujos · Wasilis Polimeros | Dania · Mads Rasmussen · Rasmus Hansen |
| M4x (czwórka podwójna) szczegóły                   | Polska · Konrad Wasielewski · Marek Kolbowicz · Michał Jeliński · Adam Korol                                                                              | Włochy · Luca Agamennoni · Simone Venier · Rossano Galtarossa · Simone Raineri                                                                                              | Francja · Jonathan Coeffic · Pierre-Jean Peltier · Julien Bahain · Cédric Berrest                                                                                          |
| M2- (dwójka bez sternika) szczegóły                | Australia · Drew Ginn · Duncan Free | Kanada · David Calder · Scott Frandsen | Nowa Zelandia · Nathan Twaddle · George Bridgewater |
| M4- (czwórka bez sternika) szczegóły               | Wielka Brytania · Tom James · Steve Williams · Pete Reed · Andrew Triggs Hodge                                                                            | Australia · Matt Ryan · James Marburg · Cameron McKenzie-McHarg · Francis Hegerty                                                                                           | Francja · Julien Desprès · Benjamin Rondeau · Germain Chardin · Dorian Mortelette                                                                                          |
| LM4- (czwórka bez sternika wagi lekkiej) szczegóły | Dania · Thomas Ebert · Morten Jørgensen · Mads Christian Kruse Andersen · Eskild Ebbesen                                                                  | Polska · Łukasz Pawłowski · Bartłomiej Pawełczak · Miłosz Bernatajtys · Paweł Rańda                                                                                         | Kanada · Iain Brambell · Jon Beare · Mike Lewis · Liam Parsons |
| M8+ (ósemka) szczegóły                             | Kanada · Kevin Light · Ben Rutledge · Andrew Byrnes · Jake Wetzel · Malcolm Howard · Dominic Seiterle · Adam Kreek · Kyle Hamilton · sternik: Brian Price | Wielka Brytania · Alex Partridge · Tom Stallard · Tom Lucy · Richard Egington · Josh West · Alastair Heathcote · Matthew Langridge · Colin Smith · sternik: Acer Nethercott | Stany Zjednoczone · Beau Hoopman · Matt Schnobrich · Micah Boyd · Wyatt Allen · Daniel Walsh · Steven Coppola · Josh Inman · Bryan Volpenhein · sternik: Marcus McElhenney |

### Konkurencje kobiet
| Konkurencja                                   | Złoto | Srebro | Brąz |
| W1x (jedynka) szczegóły                       | Bułgaria · Rumjana Nejkowa | Stany Zjednoczone · Michelle Guerette | Białoruś · Kaciaryna Karsten |
| W2x (dwójka podwójna) szczegóły               | Nowa Zelandia · Georgina Evers-Swindell · Caroline Evers-Swindell                                                                                                 | Niemcy · Annekatrin Thiele · Christiane Huth | Wielka Brytania · Elise Laverick · Anna Bebington |
| LW2x (dwójka podwójna wagi lekkiej) szczegóły | Holandia · Kirsten van der Kolk · Marit van Eupen | Finlandia · Sanna Stén · Minna Nieminen | Kanada · Melanie Kok · Tracy Cameron |
| W4x (czwórka podwójna) szczegóły              | Chiny · Tang Bin · Jin Ziwei · Xi Aihua · Zhang Yangyang | Wielka Brytania · Annie Vernon · Debbie Flood · Frances Houghton · Katherine Grainger | Niemcy · Britta Oppelt · Manuela Lutze · Kathrin Boron · Stephanie Schiller                                                                                              |
| W2- (dwójka bez sternika) szczegóły           | Rumunia · Georgeta Andrunache · Viorica Susanu | Chiny · Wu You · Gao Yulan | Białoruś · Julija Biczyk · Natalla Helach |
| W8+ (ósemka) szczegóły                        | Stany Zjednoczone · Erin Cafaro · Lindsay Shoop · Anna Goodale · Elle Logan · Anna Cummins · Susan Francia · Caroline Lind · Caryn Davies · sternik: Mary Whipple | Holandia · Femke Dekker · Marlies Smulders · Nienke Kingma · Roline Repelaer van Driel · Annemarieke van Rumpt · Helen Tanger · Sarah Siegelaar · Annemiek de Haan · sternik: Ester Workel | Rumunia · Constanța Burcică · Viorica Susanu · Rodica Șerban · Eniko Barabas · Simona Mușat · Ioana Papuc · Georgeta Andrunache · Doina Ignat · sternik: Elena Georgescu |

## Klasyfikacja medalowa
| Lp. | Państwo           |   |   |   | Razem |
| --- | ----------------- | - | - | - | ----- |
| 1.  | Wielka Brytania   | 2 | 2 | 2 | 6     |
| 2.  | Australia         | 2 | 1 |   | 3     |
| 3.  | Kanada            | 1 | 1 | 2 | 4     |
| 4.  | Stany Zjednoczone | 1 | 1 | 1 | 3     |
| 5.  | Polska            | 1 | 1 |   | 2     |
| 5.  | Chiny             | 1 | 1 |   | 2     |
| 5.  | Holandia          | 1 | 1 |   | 2     |
| 8.  | Nowa Zelandia     | 1 |   | 2 | 3     |
| 9.  | Dania             | 1 |   | 1 | 2     |
| 9.  | Rumunia           | 1 |   | 1 | 2     |
| 11. | Bułgaria          | 1 |   |   | 1     |
| 11. | Norwegia          | 1 |   |   | 1     |
| 13. | Niemcy            |   | 1 | 1 | 2     |
| 14. | Czechy            |   | 1 |   | 1     |
| 14. | Estonia           |   | 1 |   | 1     |
| 14. | Finlandia         |   | 1 |   | 1     |
| 14. | Grecja            |   | 1 |   | 1     |
| 14. | Włochy            |   | 1 |   | 1     |
| 19. | Białoruś          |   |   | 2 | 2     |
| 19. | Francja           |   |   | 2 | 2     |